# Região dos Vales
A Região dos Vales é uma região localizada no centro do Rio Grande do Sul e que une quatro vales de rios: o Vale do Jacuí, Vale do Rio Pardo, Vale do Taquari e Vale do Caí.